# Nhũ chấp
Nhũ chấp là chất dịch gồm bạch huyết và các chất béo tự do hình thành ở ruột non, có màu như sữa (do đó trong tên gọi mới có từ nhũ, nghĩa là sữa) và được vận chuyển trong mạch nhũ chấp, một dạng mạch bạch huyết. Nhiều tài liệu vẫn lẫn lộn giữa dưỡng chấp và nhũ chấp. Dưỡng chấp tiếng Anh là chyme, tiếng Hán là thực my, trong khi nhũ chấp tiếng Anh là chyle, tiếng Hán là nhũ my.